# St-Georges (Belloy-en-France)

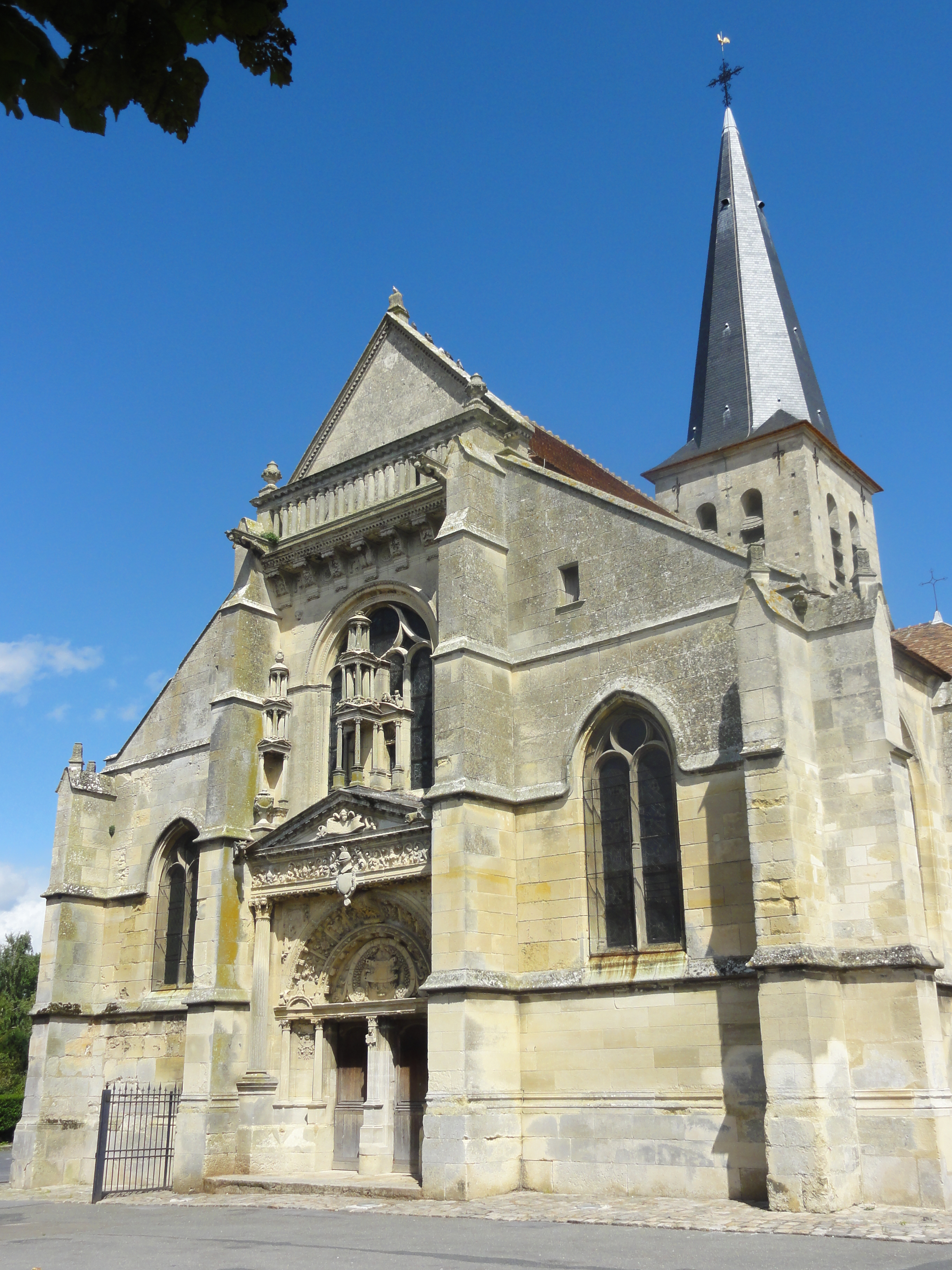
Pfarrkirche Saint-Georges

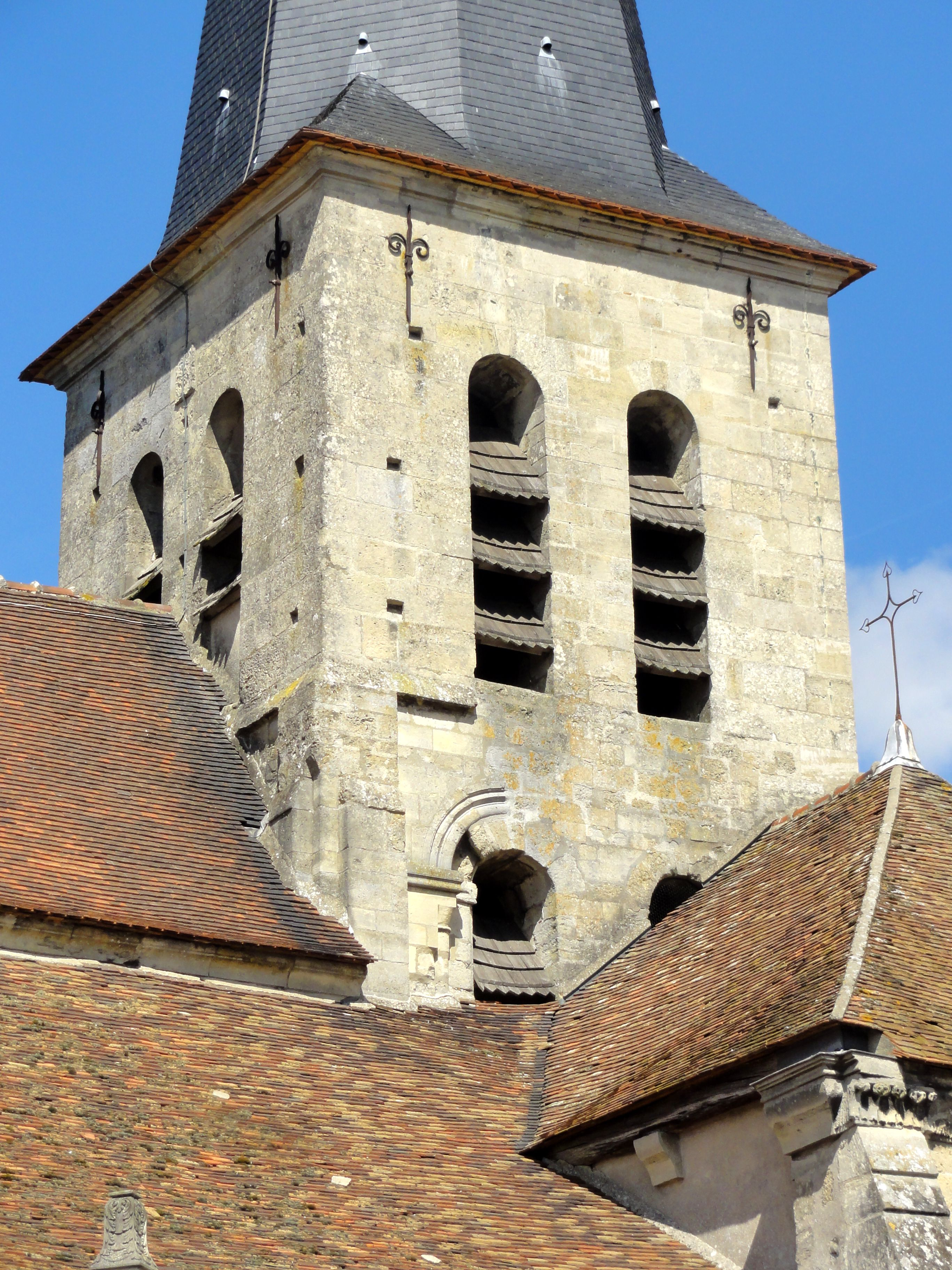
Glockenturm

Die katholische Pfarrkirche Saint-Georges in Belloy-en-France, einer Gemeinde im Département Val-d’Oise in der französischen Region Île-de-France, geht auf eine Kirche aus dem späten 12. Jahrhundert zurück. Die heutige Kirche wurde größtenteils im 14. und 16.  Jahrhundert errichtet. Bereits im Jahr 1846 wurde die dem heiligen Georg geweihte Kirche als Monument historique in die Liste der Baudenkmäler (Base Mérimée) in Frankreich aufgenommen.

## Geschichte
In einer Urkunde aus dem Jahr 829 der ehemaligen Abtei Saint-Denis bei Paris wird der Ort Belloy erwähnt, in dem es wahrscheinlich bereits eine Kirche gab. Die ältesten erhaltenen Reste einer Vorgängerkirche, die Pfeiler des Glockenturms und der nördliche Querhausarm mit seiner Apsis, stammen aus der zweiten Hälfte des 12. Jahrhunderts. Im 14. Jahrhundert wurde eine neue Hauptapsis errichtet sowie die südliche Apsis, an die das südliche Seitenschiff angebaut wurde. Gegen Ende des 14. Jahrhunderts oder zu Beginn des 15. Jahrhunderts erneuerte man das Langhaus.
Im 16. Jahrhundert ermöglichten die damaligen Grundherren, die Familie de Belloy, durch ihre großzügige Unterstützung tiefgreifende Baumaßnahmen. Damals entstanden die Westfassade mit dem Hauptportal im Stil der Renaissance. In der zweiten Hälfte des 16. Jahrhunderts erneuerte man die Gewölbe des Langhauses. Ein Schlussstein im nördlichen Seitenschiff trägt die Jahreszahl 1598 und das Wappen der Familie de Belloy.
In der Mitte des 19. Jahrhunderts wurden die Westfassade und das Renaissanceportal von dem Architekten Eugène Viollet-le-Duc restauriert.

## Architektur

### Außenbau

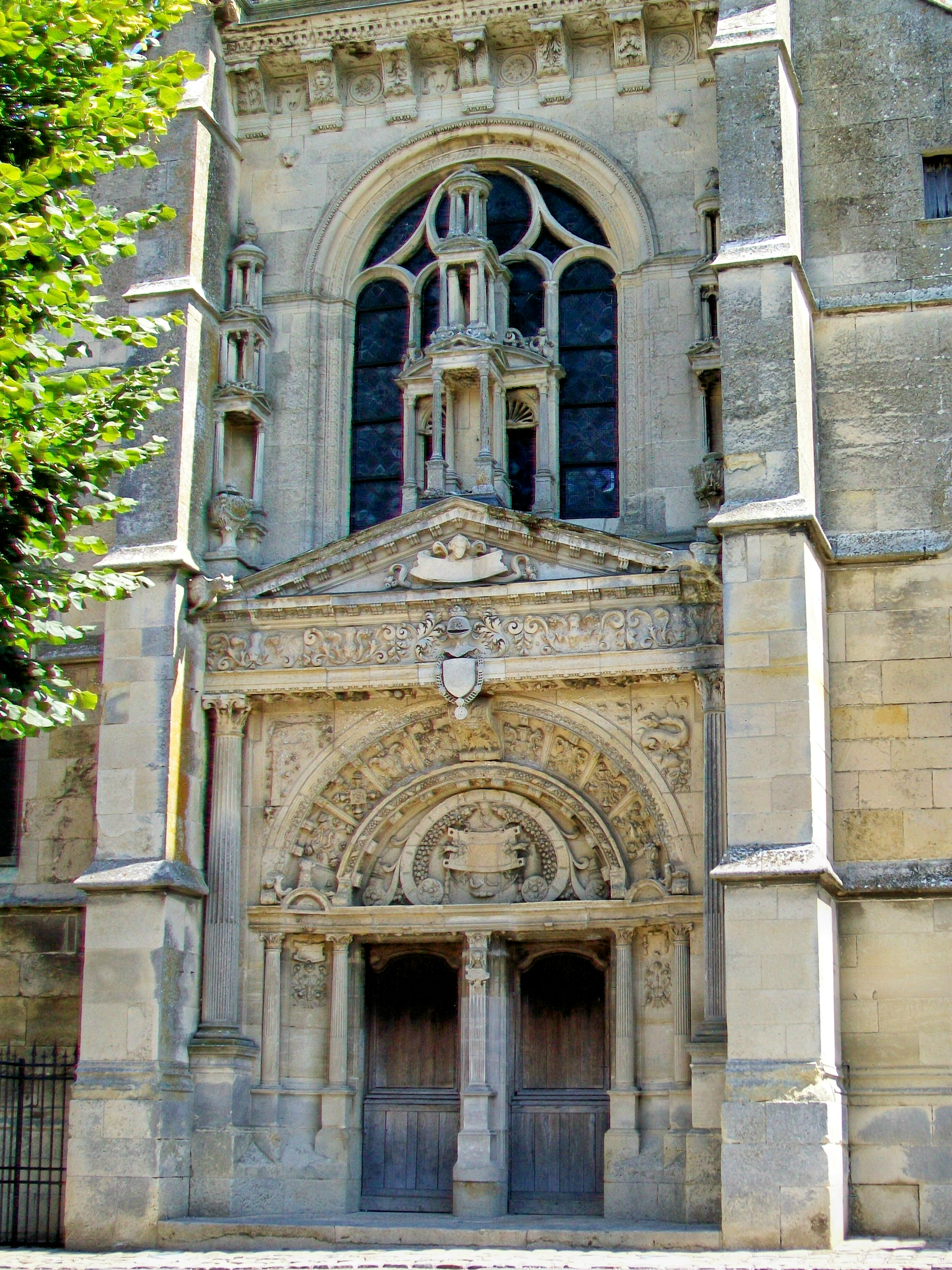
Westfassade und Hauptportal

Die nördliche Apsis aus dem 12. Jahrhundert ist niedriger als Haupt- und Südapsis. Am ersten Stockwerk des Glockenturms, das ebenfalls noch von der Vorgängerkirche erhalten ist, sind noch die rundbogigen Klangarkaden zu erkennen. Das Obergeschoss und der schiefergedeckte Spitzhelm stammen aus neuerer Zeit.

### Hauptportal
Das zwischen zwei Strebepfeilern eingebettete Portal wird von kannelierten korinthischen Säulen gerahmt, die ein Gebälk mit Dreiecksgiebel tragen. Das Gebälk ist mit einem Arabeskenfries verziert, im Giebelfeld sieht man einen Engel mit einem Spruchband. Über dem Portal umgeben reich skulptierte Archivolten ein Tympanon. Die äußere Archivolte ist mit Kassetten besetzt, auf denen Pflanzen und Blütenknospen sowie ein doppelköpfiger Adler dargestellt sind.

### Innenraum

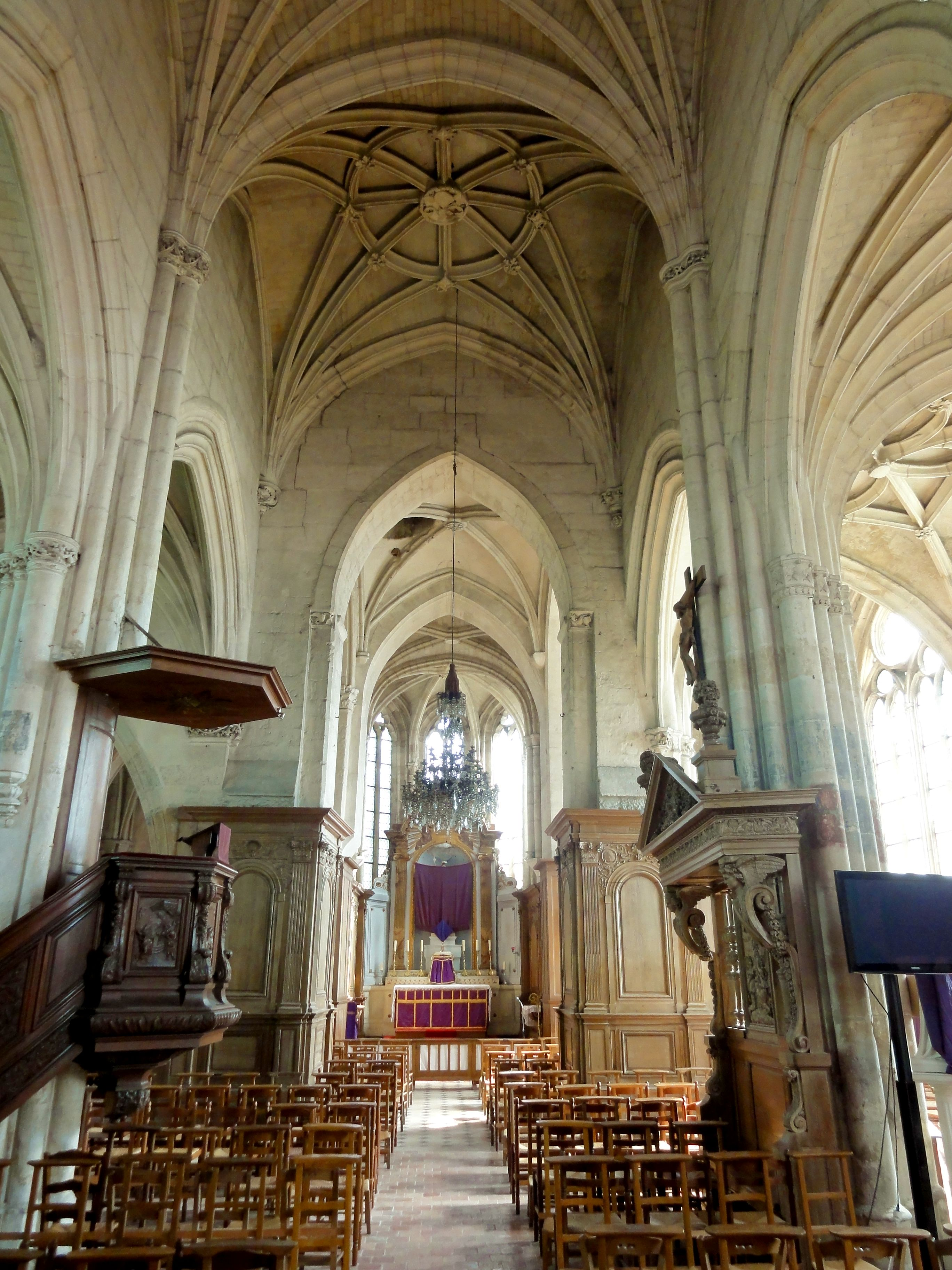
Innenraum

Das Langhaus ist über einem quadratischen Grundriss errichtet. Es ist dreischiffig und in drei Joche gegliedert. Das Hauptschiff und die Seitenschiffe weisen die gleiche Breite auf. Die Arkaden des Langhauses ruhen auf Bündelpfeilern mit Blattkapitellen. Der Chor ist mit einem schlichten Kreuzrippengewölbe gedeckt. Im Langhaus sind die Gewölberippen mit zahlreichen Schlusssteinen verziert. Im nördlichen Seitenschiff ist ein reich skulptierter Abhängling erhalten.

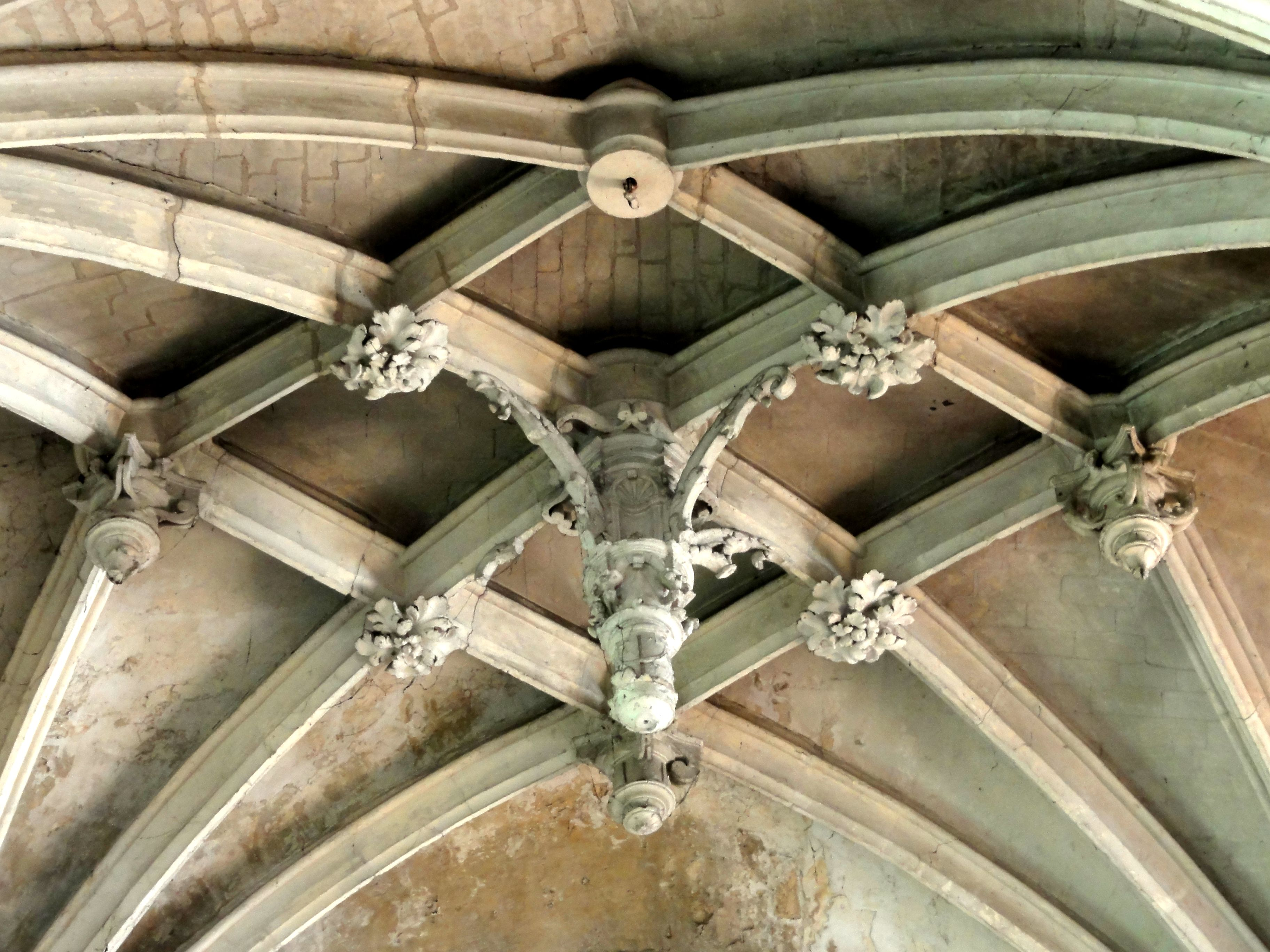
Gewölbe mit Abhängling
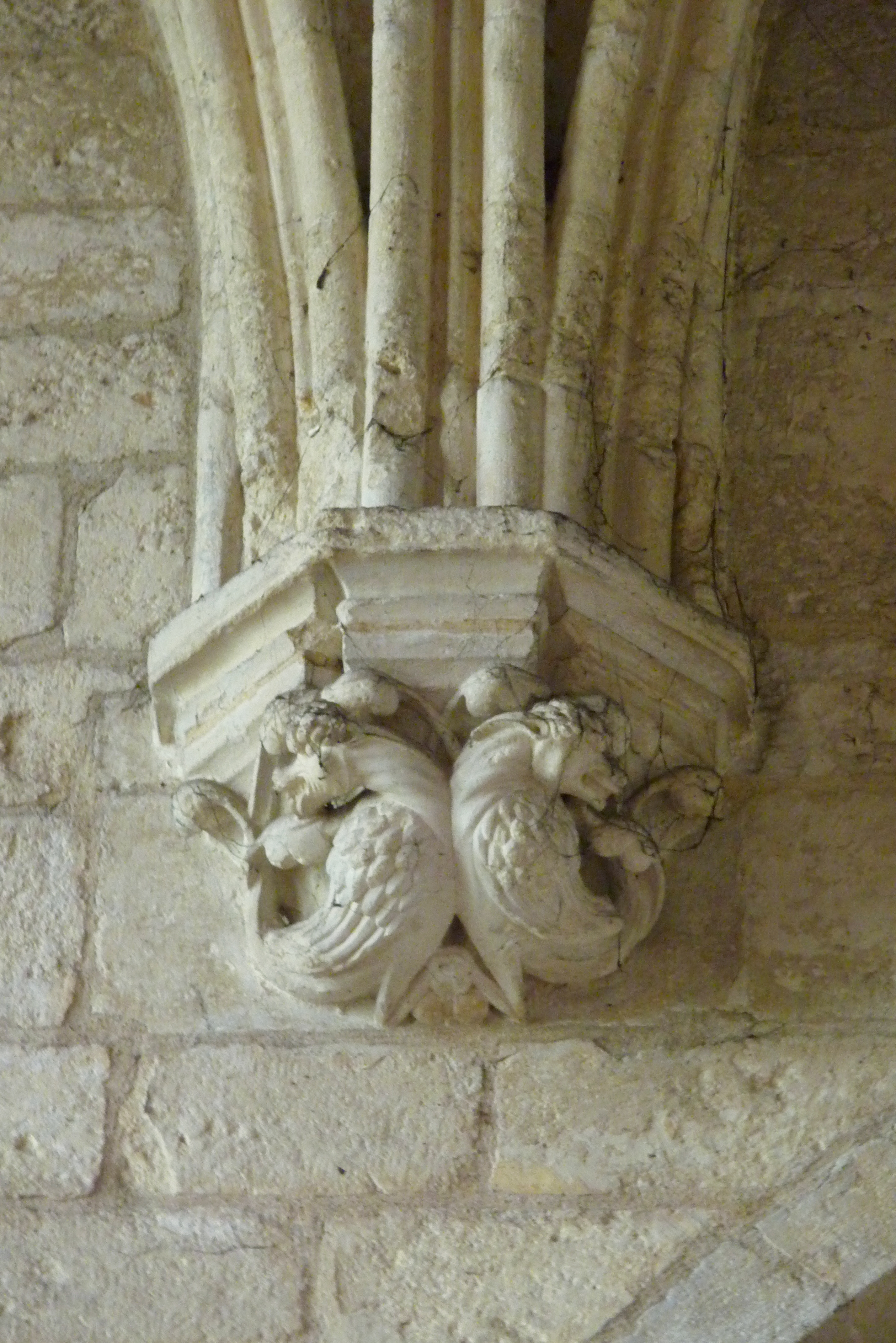
Gewölbeanfänger auf Konsole
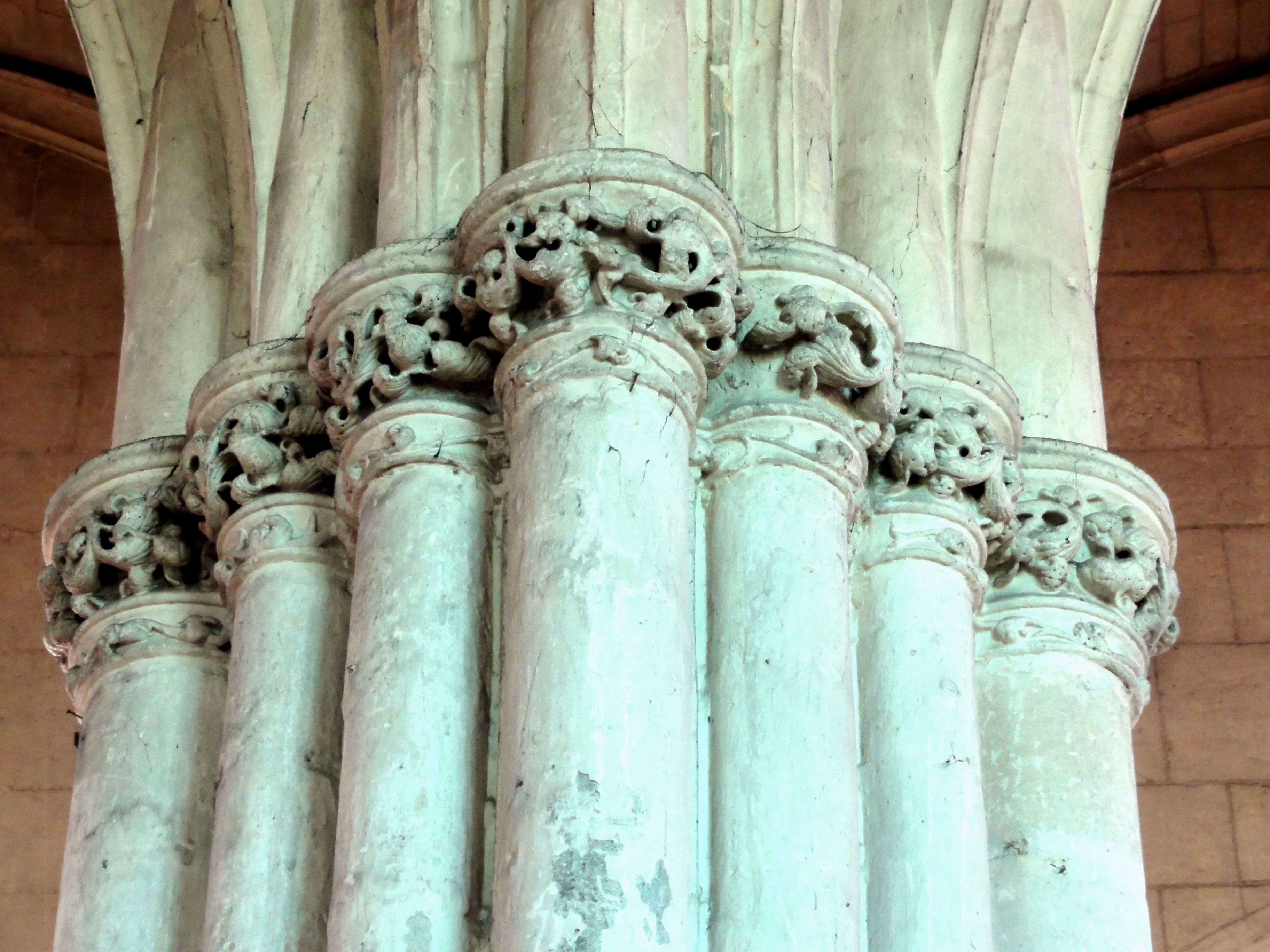
Bündelpfeiler mit Kapitellen

## Bleiglasfenster
Von den Bleiglasfenstern aus dem 16. Jahrhundert sind nur noch wenige Fragmente erhalten. Sie stellen Engel mit den Leidenswerkzeugen dar.

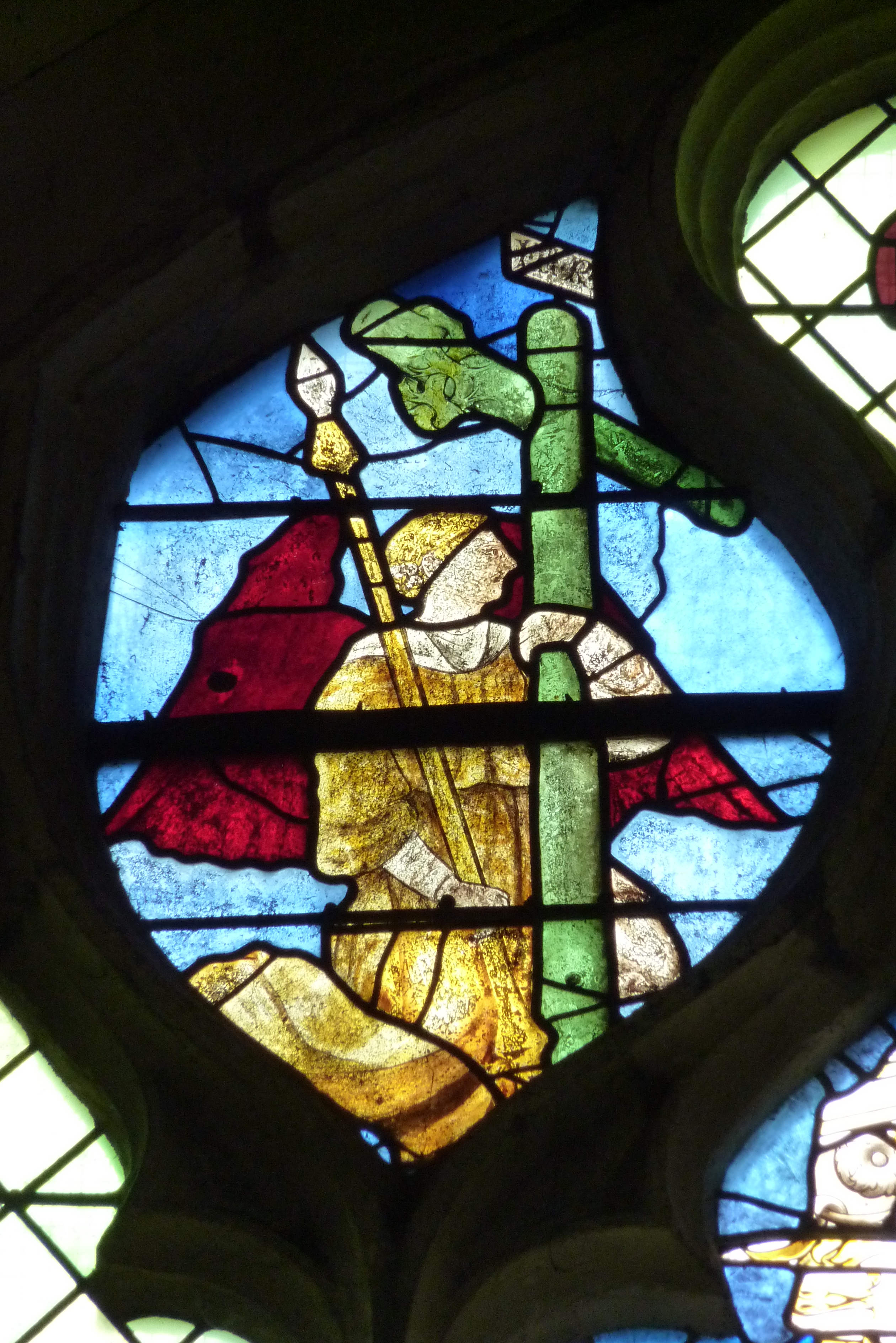
Engel mit Leidenswerkzeugen
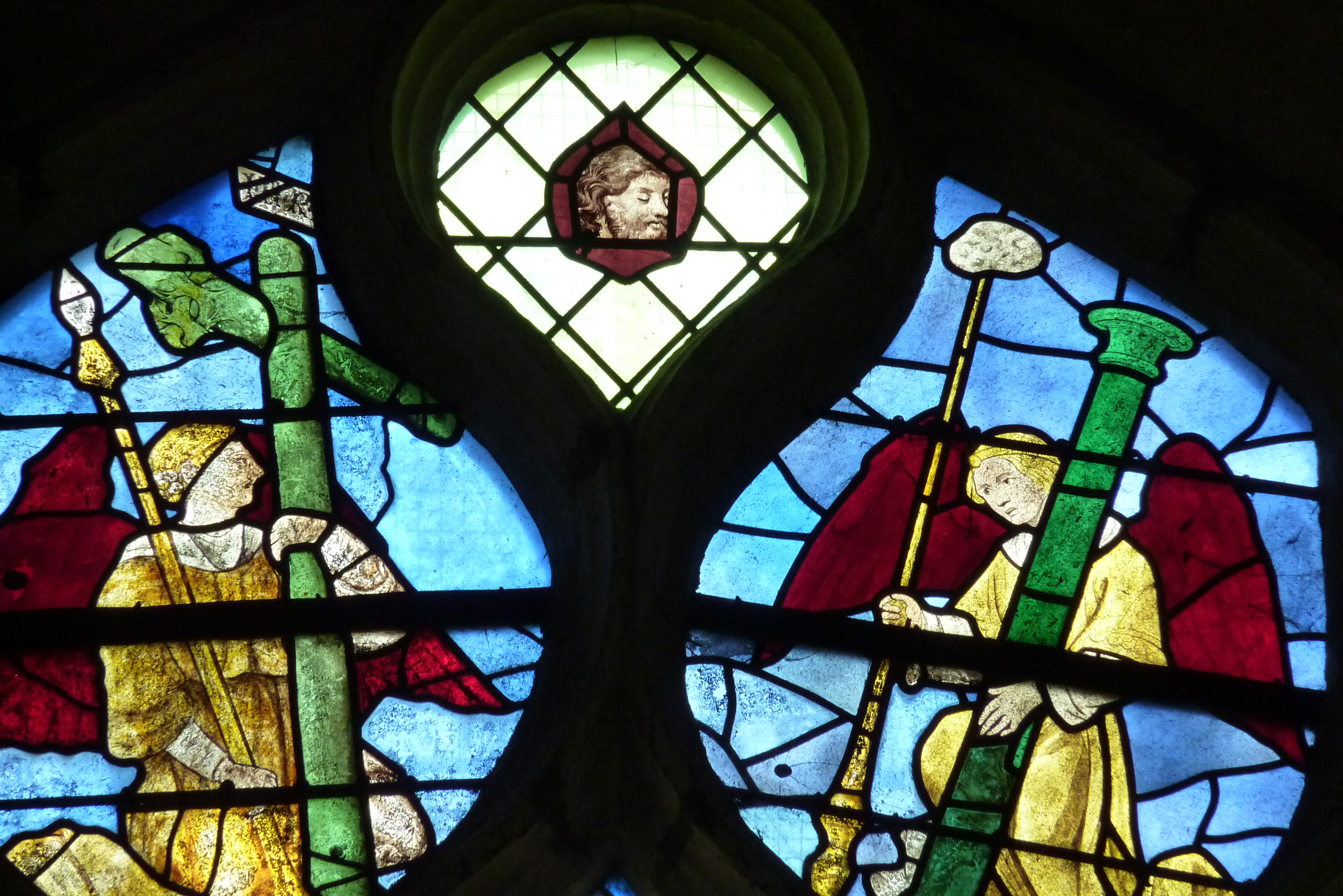
Engel mit Leidenswerkzeugen
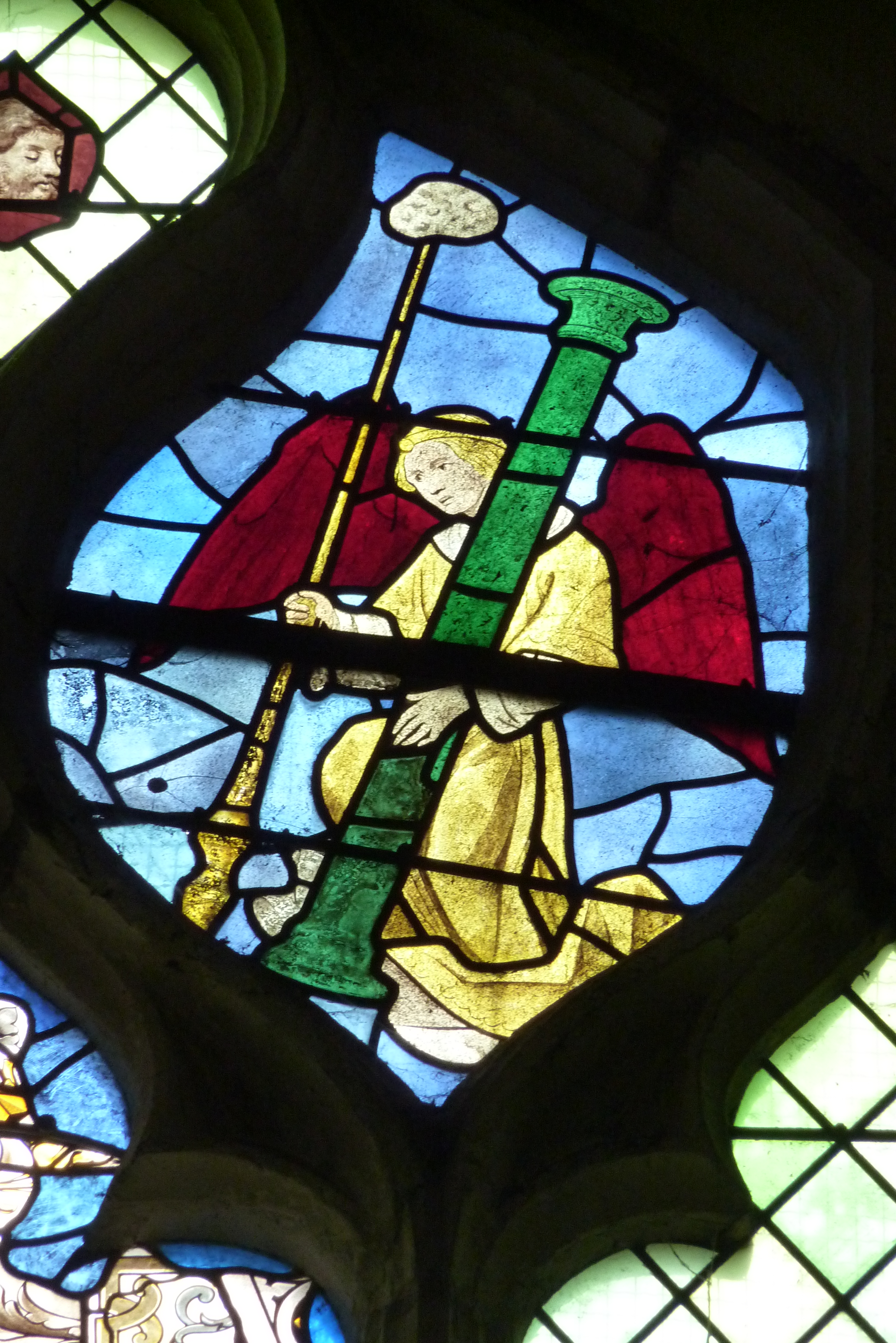
Engel mit Leidenswerkzeugen

## Ausstattung
- Die Holzverkleidung[2] im Chor stammt wie der Hauptaltar von 1717.
- Die Bank für den Kirchenvorstand (banc d’œuvre)[3] und die Kanzel[4] wurden ebenfalls im frühen 18. Jahrhundert geschaffen. Am Kanzelkorb sind Szenen aus der Legende des heiligen Georg, des Schutzpatrons der Kirche, angebracht.
- Das Taufbecken[5] ist mit der Jahreszahl 1524 bezeichnet.

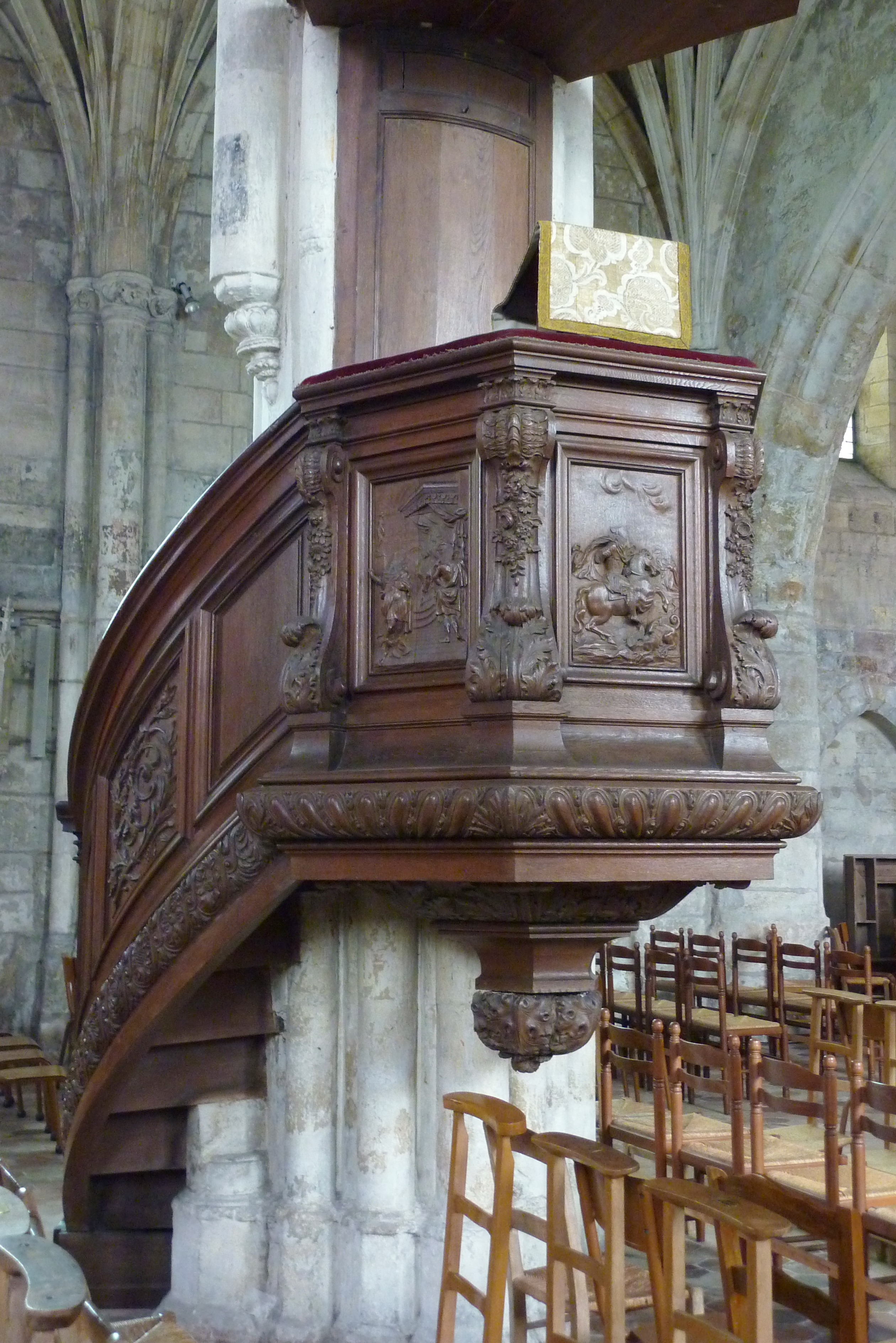
Kanzel
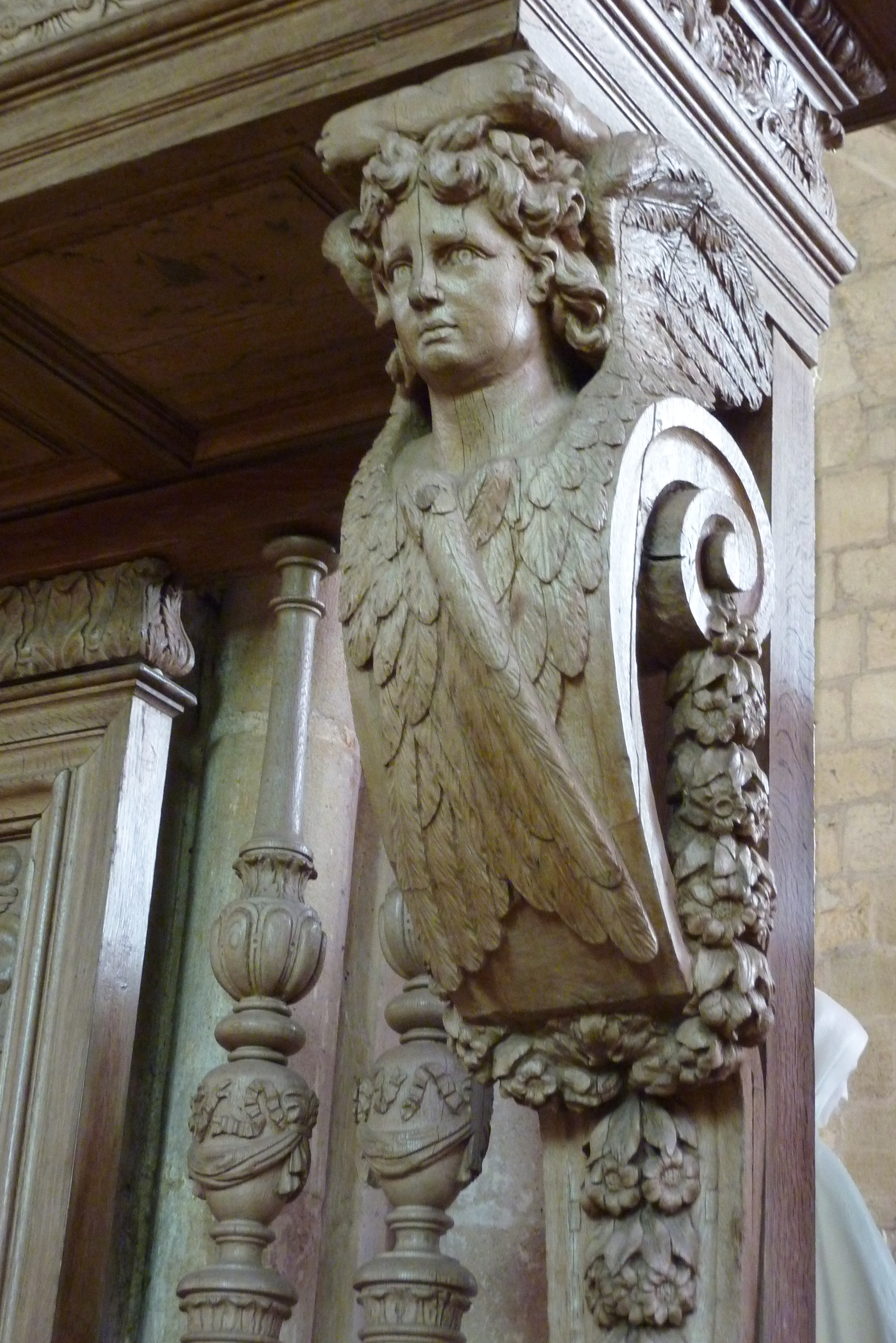
Banc d’œuvre, Detail
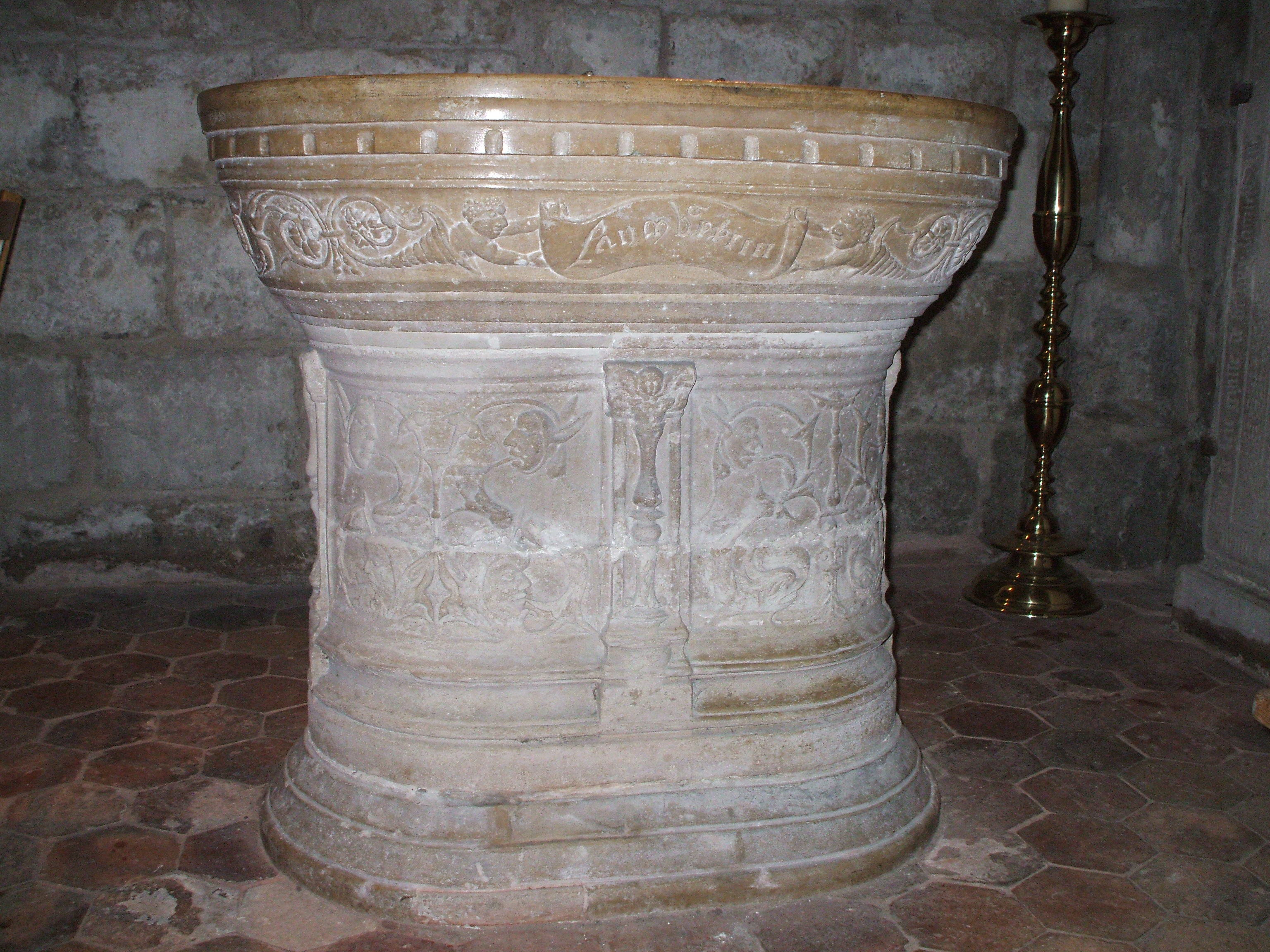
Taufbecken

## Grabplatte für Guillaume de Belloy und Antoinette de Perthuis
In der Kirche ist die Grabplatte von Guillaume de Belloy († 1556) und seiner Gemahlin Antoinette de Perthuis († 1552) aus der zweiten Hälfte des 16. Jahrhunderts erhalten. Die beiden Figuren sind auf dem Stein eingraviert, die Darstellungen sind von einer Inschrift umgeben: „Cy gist Guillame de Belloy, en son vivant escuier seigneur de Belloy en France Morangle illes et Fontenelles qui tréspassa le quastrième jour de septembre 1556. Cy gist damoiselle Antoinette [...] en son vivant femme de feu Guillaume de Belloy laquelle trépassa le XXXe [...] 1552. Priez Dieu pour leurs âmes“.